# Цона Артиђанале Вја Алба (Кунео)
Цона Артиђанале Вја Алба је насеље у Италији у округу Кунео, региону Пијемонт.
Према процени из 2011. у насељу је живело 36 становника. Насеље се налази на надморској висини од 309 м.